# Veijo Viinikka
Veijo Viinikka (* 27. März 1966 in Jyväskylä, Finnland) ist ein finnischer Dartspieler.

## Werdegang
Veijo Viinikka, seit Beginn des Jahrhunderts auf internationalen Dartturnieren spielt, trat unter anderem 2002 beim World Masters der British Darts Organisation (BDO) an, schied jedoch nach seiner Auftaktpartie gegen Mike Veitch aus. Vier Jahre später gewann er die Hungarian Open und stand 2010 im Finale der Finnish Open. Ende 2010 qualifizierte er sich über das finnische Qualifikationsturnier erstmals für die PDC World Darts Championship 2011. Jedoch schied er bei seiner ersten Weltmeisterschaft in der Vorrunde gegen den Niederländer Roland Scholten aus. Danach nahm der Finne erstmals an den Players Championships teil und erreichte viermal die zweite Runde. Auf der Nordic & Baltic Tour konnte er 2012 ein Event gewinnen. Zu Beginn des Jahres 2013 nahm er an PDC Qualifying School teil, konnte sich jedoch keine Tourkarte erspielen. 2017 qualifizierte sich Viinikka beim German Darts Championship erstmals für ein Turnier auf der European Darts Tour. Gegen David Pallett unterlag er allerdings deutlich. Beim World Cup of Darts 2020 ersetzte Er im finnischen Team kurzfristig Kim Viljanen. Schied jedoch gemeinsam mit Marko Kantele mit 0:5 gegen Deutschland aus.
Bei der PDC Qualifying School 2021 erreichte Viinikka die Final Stage. Dort gelang es ihm allerdings nicht, sich eine Tour Card zu sichern.

## PDC-Weltmeisterschaft
- 2011: Vorrunde (2:4-Niederlage gegen  Roland Scholten)